# Ейхе Роберт Індрикович
Роберт Індрикович Ейхе (латис. Roberts Eihe; 12 серпня 1890, садиба Авотин Добленського повіту Курляндської губернії, тепер Латвія — розстріляний 2 лютого 1940, Москва) — радянський державний і партійний діяч, революціонер, нарком землеробства СРСР. Входив до складу особливої трійки НКВС СРСР. Член ЦВК СРСР. Депутат Верховної Ради СРСР 1-го скликання (1937—1938). Кандидат у члени ЦК ВКП(б) у 1925—1930 роках. Член ЦК ВКП(б) у 1930—1938 роках. Кандидат у члени Політичного бюро ЦК ВКП(б) з 1 лютого 1935 по 29 квітня 1938 року.

## Біографія
Народився 31 липня (12 серпня) 1890 року в родині наймита. У 1904 році закінчив Добленське (Добельське) двокласне початкове училище. У 1905—1906 роках — учень коваля в кузні на фермі в містечку Бістенгоф Мітавського повіту.
У 1905 році вступив у Соціал-демократію Латиського краю (СДЛК). Член РСДРП(б) з грудня 1905 року.
У 1906 році переїхав до Мітави, де з 1906 по 1907 рік був учнем, підмайстром у слюсарно-ковальській майстерні Вейнберга. У 1907—1908 роках працював слюсарем на заводі Крамера в Мітаві.
У серпні 1907 року був заарештований, провів у в'язниці два місяці, був звільнений за відсутністю доказів. У тому ж році обраний до районного комітет Мітавському організації СДЛК, а в 1908 році обраний членом Мітавського комітету Соціал-демократії Латиського краю (СДЛК). У лютому 1908 року разом із 18 товаришами був заарештований на нелегальних зборах, після шестимісячного ув'язнення звільнений під нагляд поліції.
У кінці 1908 року емігрував до Великої Британії. З 1908 по 1911 рік був кочегаром на пароплаві в далеких плаваннях, працював у Шотландії на вугільній шахті, на цинкоплавильном заводі в Уест-Хартлпулі.
У 1911 році, дізнавшись, що в разі повернення в Росію йому більше не загрожує великий тюремний термін, повернувся в Ригу. У 1911—1912 роках — котельник Ризького машинобудівного заводу «Фельзер і Ко». У 1912—1913 роках — слюсар Ризького вагонобудівного заводу «Фенікс».
Обраний членом IV районного комітету СДЛК у Ризі. Був членом профспілки «Молот», товариства «Освіта» й кооперативного товариства «Продукт». З 1914 року — член ЦК СДЛК.
З січня 1914-го по квітень 1915 року перебував у в'язницях Риги, Пскова, Петрограда та Красноярська. У 1915 році був засланий у Черев'янську волость Канського повіту Єнісейської губернії. Звідти на початку 1916 року переїхав до Яланського, потім утік до Іркутська, під чужим прізвищем жив в Ачинському повіті та працював на олійницькому заводі в селі Крутоярка. Після Лютневої революції 1917 року працював у кооперативі «Самодеятельность» у місті Красноярську.
У травні 1917 року переїхав до Риги. З травня по серпень 1917 року був членом президії виконкому Ризької міської ради та членом Ризької міської управи.
Під час німецької окупації Риги вів підпільну роботу. У січні 1918 року був заарештований німцями, перебував у військовій тюрмі та концтаборі в місті Фрідріхгоф, але вже в липні 1918 року втік до Російської РФСР.
У серпні — грудні 1918 року — заступник уповноваженого Народного комісаріату продовольства РРФСР у місті Єфремов Тульської губернії.
4 грудня 1918 — 13 січня 1920 (фактично серпень 1919) року — комісар продовольства Радянської Латвії.
У вересні — грудні 1919 року — заступник Челябінського губернського продовольчого комісара. З грудня 1919 року — заступник голови виконавчого комітету Челябінської губернської ради.
У лютому — вересні 1920 року — голова Челябінського губернського комітету РКП(б). У вересні — грудні 1920 року — відповідальний секретар Челябінського губернського комітету РКП(б). У 1921 році призначений заступником народного комісара продовольства Киргизької (Казахської) АРСР.
Потім до червня 1921 року працював у ЦК Компартії Латвії, був делегатом III конгресу Комінтерну.
У 1921 — квітні 1922 року — заступник уповноваженого, уповноважений Народного комісаріату продовольства РРФСР по Південному-Сходу в місті Ростові-на-Дону.
У травні 1922—1923 роках — комісар по продовольству Сибірського продовольчого комітету.
У 1923—1924 роках — заступник народного комісаріату продовольства РРФСР.
У 1924 — грудні 1925 року — заступник голови Сибірського революційного комітету.
10 грудня 1925 — травень 1929 року — голова виконавчого комітету Сибірської крайової ради в місті Новосибірську.
У травні 1929 — серпні 1930 року — 1-й секретар Сибірського крайового комітету ВКП(б) у місті Новосибірську. Організатор колективізації та розкуркулення. Був членом комісії «для вироблення заходів щодо куркульства», сформованої Політбюро 15 січня 1930 року на чолі з Молотовим.
У серпні 1930 — 17 жовтня 1937 року — 1-й секретар Західно-Сибірського крайового комітету ВКП(б) у місті Новосибірську. З 28 червня 1937 року входив до складу особливої трійки НКВС СРСР по Західно-Сибірському краю.
17 жовтня — 10 листопада 1937 року — 1-й секретар Новосибірського обласного комітету ВКП(б).
29 жовтня 1937 — 29 квітня 1938 року — народний комісар землеробства СРСР.
29 квітня 1938 року заарештований і звинувачений у створенні «латиської фашистської організації». 2 лютого 1940 року засуджений до смертної кари. Розстріляний того ж дня (за іншими даними — 4 лютого). Похований на розстрільному полігоні «Комунарка» біля Москви.
Реабілітований Воєнною колегією Верховного суду СРСР 14 березня 1956 року й відновлений у партії 22 березня 1956 року КПК при ЦК КПРС.

## Родина
Дружина: Ейхе-Євгенія Євсіївна
Народилася 1898 року в Архангельську; росіянка; член ВКП(б); освіта вища; на момент арешту працювала та навчалася на 2-му курсі Московського медичного інституту. Проживала: м. Москва, вул. О.Серафимовича, буд. 2 (Будинок уряду), кв. 235. Заарештовано 29 квітня 1938 року. Внесено до списку «Москва-центр» від 20.8.1938 за 1-ю категорією («Дружини ворогів народу, що підлягають суду ВКВС СРСР») — «за» Сталін і Молотов. Засуджено до ВМН ВКВС СРСР 26 серпня 1938 року за звинуваченням у «шпигунстві». Розстріляна того ж дня разом із дружинами низки відомих чекістів, партійців та військових. Місце поховання – спецоб'єкт НКВС «Комунарка». Реабілітовано 21 квітня 1966 року ВКВС СРСР.
Правнук: Олег Орлов-Ейхе (eng. Oleg Orloff-Eiche). Народився 5 лютого 1980 року в м. Кемь, Карельська АРСР. Виступає за припинення війни. Лідер національно-визвольного руху «Вільна Карелія».

## Нагороди
- Орден Леніна (15.03.1935)